# Otón de la Roche
Otón de la Roche (muerto en 1234) fue un noble borgoñón del castillo de La Roche-sur-l'Ognon, en la comuna del Franco Condado de Rigney, Doubs. Tomó parte en la Cuarta Cruzada de 1204 y se convirtió en el primer duque de Atenas.

## Biografía
Era hijo de Pons II de la Roche, señor de La Roche en el Condado de Borgoña (actual Franco Condado). Se convirtió en señor de Ray del condado de Borgoña al casarse con su prima Isabel de Ray (hija de Guy de Ray).
Entre 1204 y 1205 Otón participó en la Cuarta Cruzada, y fundó el Ducado de Atenas, vasallo del nuevo Imperio Latino de Constantinopla, tomando las ciudades de Atenas y Tebas en Grecia para el marqués Bonifacio de Montferrato (a la caída de Constantinopla y el Imperio bizantino).
Otón tomó el título de Megaskyr (μεγασκύρ) o "Gran señor de Atenas". Existe incertidumbre sobre cuándo y cómo, o incluso si adquirió el título de "Duque" (dux). El relato tradicional de la Crónica de Morea afirma que fue otorgado oficialmente por el rey Luis IX de Francia alrededor de 1259 para el sucesor de Otón, Guido I de la Roche. El título aparece en algunos documentos anteriores a 1260, incluida una carta del papa Inocencio III de julio de 1208, donde se refiere a Otón como duque, aunque la cancillería papal prefería "señor".
Durante el saqueo de Constantinopla de 1204, tomó con su compañero de armas Geoffroy de Villehardouin el Santo Sudario de Besançon de la basílica de «Santa María de Blaquernas» del Palacio de Blanquerna para donarlo al arzobispado de Besançon. El Sudario fue colocado en la Catedral de San Esteban y luego en la Catedral de San Juan hasta la Revolución Francesa, cuando fue enviado a París antes de desaparecer.
Permaneció en Grecia hasta 1225, luego posiblemente regresaría a Francia a la muerte de su padre, después de transferir el Ducado de Atenas a su sobrino Guido I de la Roche que lo acompañó desde 1211 y luego le sucedió.
Murió en 1234 en el castillo de Ray, pero no se sabe dónde fue enterrado.